# Armatocereus godingianus subsp. brevispinus
Armatocereus godingianus subsp. brevispinus es una subespecie de planta suculenta perteneciente al género Armatocereus, dentro de la familia Cactaceae. Es una subespecie de Armatocereus godingianus y es endémica de Ecuador (concretamente de la provincia de Loja).

## Descripción
Armatocereus godingianus subsp. brevispinus es una subespecie de cactus que crece en forma de árbol, con tallos cilíndricos, erectos y muy ramificados, alcanzando alturas de hasta 10 m. Generalmente forman un tronco liso bien desarrollado de hasta 2 m de altura y un diámetro de hasta 50 cm.
Los tallos son de color verde grisáceo, se dividen en segmentos de 40 a 80 cm de largo con un diámetro de 7 a 12 cm y se estrechan en ambos extremos. Presentan de 4 a 6 costillas, separadas por incisiones profundas de 2 a 4 cm de altura. Las areolas presentan de 6 a 9 espinas flexibles en forma de aguja que primeramente son de color marrón claro y luego se vuelven grises con la edad. Se extienden en todas direcciones y son de tamaño bastante corto, de 0,2 a 0,7 cm de largo.
Las flores son de color blanco y destacan por crecer en sentido horizontal. Tienen forma de embudo, miden de 8 cm de largo y alcanzan un diámetro 6 cm. Los frutos tienen forma de huevo, son inicialmente verdes y luego se vuelven marrones. Miden de 7 a 10 cm de largo.
El período de floración y fructificación ocurre entre los meses de septiembre y diciembre.

## Distribución y hábitat
El área de distribución nativa de esta subespecie es Ecuador (concretamente en la provincia de Loja) y crece principalmente en el bioma tropical estacionalmente seco, a altitudes de 1700 a 2000 metros sobre el nivel del mar.

## Taxonomía
La primera descripción de esta subespecie fue como Armatocereus brevispinus, publicada en 1989 por el botánico Jens E. Madsen en la revista científica Flora of Ecuador 35 (45): 9.
Más tarde, el botánico británico David Richard Hunt colocó la especie como una subespecie de Armatocereus godingianus, por lo que pasó a llamarse Arthrocereus melanurus ssp. odorus. Registró estos cambios en la revista científica Cactaceae Systematics Initiatives 14: 9, publicada en 2002.
Etimología
Armatocereus: nombre genérico que proviene del latín armatus = "armado" y  cereus = "cirio".
- Armatocereus: nombre genérico que deriva de las palabras latinas armatus (que significa 'armado') y cereus (que significa 'velas' o 'cirios'), en referencia a la morfología de sus tallos, en forma de columnas espinosas.[4]
- godingianus: epíteto específico otorgado en honor al Cónsul General de los Estados Unidos, FW Goding, en Guayaquil (Ecuador), un entomólogo que ayudó al botánico estadounidense Joseph Nelson Rose con su investigación botánica en Ecuador.
- brevispinus: epíteto específico que deriva de las palabras latinas brevis (que significa 'corto') y spinus (que significa 'espinoso'), haciendo referencia a las espinas cortas de la subespecie.[5]

## Estado de conservación
En la Lista Roja de Especies Amenazadas de la UICN, la especie está clasificada como de “Preocupación Menor (LC)”.

## Usos
Se cultiva principalmente como planta ornamental y su propagación se realiza normalmente a través de semillas.